# 四日市市消防本部
四日市市消防本部（よっかいちししょうぼうほんぶ）は、三重県四日市市の消防部局（消防本部）。三重郡朝日町および川越町は四日市市に常備消防事務を委託している。緊急消防援助隊の三重県代表消防本部である。

## 沿革
- 1949年3月29日　四日市市消防本部を開設する。
- 1951年6月20日　富田出張所を開設する。
- 1954年5月8日　四日市消防署を開設し、港出張所・富田出張所を傘下に置く。
- 1959年2月24日　消防本部・消防署庁舎を新築し移転する。
- 1960年12月15日　救急業務を開始する。
- 1961年5月1日　富田出張所を北出張所に改称する。
- 1962年1月20日　南出張所を開設する。
- 1964年10月1日　北出張所が北消防署に、南出張所が南消防署に昇格する。四日市消防署を中消防署に改称する。
- 1965年10月1日　桜分遣所・保々分遣所を開設する。
- 1970年4月1日　港出張所が港分署に昇格する。
- 1975年10月1日　小山田分遣所を開設する。
- 1988年3月31日　桜分遣所を廃止する。
  - 4月1日　西分署を開設する。
- 1993年3月1日　三重郡楠町・朝日町・川越町の消防事務を受託し業務を開始する。朝日川越分署を開設する。
- 2000年10月1日　北西救急分駐所を開設する。保々分遣所を廃止する。
- 2002年3月31日　小山田分遣所を廃止する。
- 2002年10月1日　西南救急分駐所を開設する。
- 2007年4月1日　四日市市消防本部・桑名市消防本部が桑名市消防本部内で消防司令センターの共同運用を開始する。
- 2008年4月1日　中消防署に高度救助隊を設置する。
- 2008年11月10日　中央分署を開設する。
- 2010年4月1日　北消防署北西救急分駐所と南消防署西南救急分駐所が、消防車配備により出張所に格上げ[1]。
- 2011年3月11日　東日本大震災の発生で四日市消防は緊急消防援助隊の三重県隊として千葉県及び宮城県に災害派遣される[2]。
- 2011年4月28日　全国初のエネルギー・産業基盤災害即応部隊（ドラゴンハイパー・コマンドユニット）が中消防署中央分署に創設される[3]。
- 2016年4月1日 　中消防署中央分署内に「三重北消防指令センター」を設置、桑名市消防本部、菰野町消防本部との共同運用を開始する。
- 2017年4月1日　南消防署に南部分署を開設する。
- 2018年4月1日　北消防署に北部分署を開設する。

## 組織
- 本部 - 総務課・消防救急課・予防保安課・情報指令課・防災教育センター
- 消防署

## 主力機械
2023年4月1日現在　消防車両91台
- はしご消防自動車：2
- はしご機能付高所放水車：1
- 大型化学高所放水車：1
- 化学消防自動車：2
- 水槽付消防ポンプ自動車：9
- 消防ポンプ自動車：8
- 小型動力消防ポンプ付き水槽車：1
- 13mブーム付多目的消防ポンプ自動車：1
- 大容量送水ポンプ車：1（ドラゴンハイパー・コマンドユニット構成車両。総務省消防庁より無償提供[4]）
- 大型放水砲車：1（ドラゴンハイパー・コマンドユニット構成車両。総務省消防庁より無償提供[4]）
- 泡原液搬送車：2
- 救助工作車：3（1台は高度救助隊運用他2台は特別救助隊が運用南消防署の特別救助隊は三重県で唯一NBC災害対応部隊）
- 救急自動車：14
- 指揮車：5
- 支援車：1
- 火災原因調査車：1
- 水難救助車：1
- 人員輸送車：1
- 軽救命消防車：3
- 防災指導車：2
- 資機材搬送車：5
- 重機・重機搬送車：各1
- 立入検査車：1
- 広報車：16
- 軽四トラック：5
- 乗用車：1
- 地震体験車：1
- その他：1

## 消防署
| 消防署   | 住所                               | 分署                                                                      | 出張所                     |
| -------- | ---------------------------------- | ------------------------------------------------------------------------- | -------------------------- |
| 中消防署 | 四日市市西新地14-4 (高度救助隊)    | 中央：四日市市曽井町391-2 西：四日市市桜町8341 港：四日市市千歳町6-9      | なし                       |
| 北消防署 | 四日市市富田2-4-15 (特別救助隊)    | 朝日川越：三重郡朝日町大字小向字七反田375-2 北部：四日市市中村町2281番地2 | 北西：四日市市市場町3039-3 |
| 南消防署 | 四日市市大字塩浜187-3 (特別救助隊) | 南部：四日市市大字泊村4184-3                                              | 西南：四日市市山田町1373-3 |

※各署に水難救助隊員配備

## 緊急消防援助隊

### 緊急消防援助隊について
四日市市消防本部は平成15年に改正された消防組織法の改正により緊急消防援助隊が三重県隊として発足された。県内初の高度救助隊や全国初のエネルギー・産業基盤災害即応部隊（ドラゴンハイパー・コマンドユニット）など特殊な部隊を有し、さらに緊急消防援助隊の三重県隊の代表消防機関である。また、四日市市消防本部が出動しない場合は津市消防本部が代わりに代表消防機関を行う。

### 緊急消防援助隊の登録状況
四日市の緊急消防援助隊登録状況は以下のとおりである。
- 指揮隊：1隊
- 消火部隊：3隊
- 救助部隊：1隊（高度救助隊を登録）
- 救急部隊：2隊
- 後方支援部隊：1隊
- 特殊災害部隊(大規模危険物火災等対応隊、毒劇物等対応隊)：4隊
- 合計：12隊

また、2014年度より全国初のエネルギー・産業基盤災害即応部隊（ドラゴンハイパー・コマンドユニット）を登録した。

### 東日本大震災での活動
東日本大震災では四日市市消防本部は緊急消防援助隊（三重県隊）として出動。なお、出動の際に津波の影響のために東名高速道路が通行止めとなったため、NEXCO中日本と協議し、当時工事中の第2東名（現在の新東名高速道路）を利用できるようにし被災地へと三重県隊は向かった。
活動と隊については以下の通りである。平成23年3月11日に発災した東日本大震災では、三重県から1000隊344名（本市からは22隊74名）の緊急消防援助隊が出動し、3月11日～3月21日の間、千葉県市原市、宮城県仙台市にて活動。第1次派遣隊の市原市への出動は、四日市市がコンビナートを持っているためコンビナート火災消火能力を持つ消防車を持っているので、市原市のコンビナート火災の消火のために出動。
- 第1次派遣隊
  - 活動日：3月11日～3月15日
  - 活動人員：6隊21名
  - 活動場所：千葉県市原市、宮城県仙台市
  - 活動概要：コンビナート災害対応、人命検索活動
- 第2次派遣隊
  - 活動日：3月13日～3月18日
  - 活動人員：6隊23名
  - 活動場所：宮城県仙台市
  - 活動概要：コンビナート災害対応、人命検索活動
- 第3次派遣隊
  - 活動日：3月16日～3月20日
  - 活動人員：6隊19名
  - 活動場所：宮城県仙台市
  - 活動概要：コンビナート災害対応、人命検索活動
- 第4次派遣隊
  - 活動日：3月19日～3月21日
  - 活動人員：4隊11名
  - 活動場所：宮城県仙台市
  - 活動概要：第3次派遣隊の活動補助

## 国際消防救助隊の登録状況
2010年（平成22年）4月1日から、四日市市消防本部の6名の隊員(高度救助隊)が国際消防救助隊(IRT)の隊員に登録されている。